# Jack Halpern
Pour les articles homonymes, voir Halpern.
Jack Halpern, né en Allemagne en 1946, est un lexicographe spécialisé dans les kanjis, basé au Japon. Il est connu pour être le principal auteur du Kodansha Kanji Learner’s Dictionary (en) et l’inventeur du système de classification de kanjis SKIP. Jack Halpern a également été un monocycliste actif, ayant été fondateur et président de la Fédération internationale de monocycle.

## Monocycle
Détenteur du record du monde des 100 miles à monocycle Guinness en 1980, il a joué un rôle majeur dans la diffusion du monocycle en tant que sport au Japon, aux États-Unis, au Canada, en Chine et dans d'autres pays. En 1978, il a introduit le monocycle au Japon en fondant le Japan Unicycle Club (JUC), dont il a été le premier président,. Par la suite, il a été directeur du successeur du club, la Japan Unicycling Association (JUA), jusqu'en 2012. Son livre, Anyone Can Ride a Unicycle (誰でも乗れる一輪車の本), considéré comme le premier livre en japonais expliquant comment faire du monocycle, est toujours inclus dans l'achat de certains modèles de monocycle au Japon. En 1980, Halpern fonde la Fédération internationale de monocycle (IUF), dont il est le premier président élu. De 1984 à 2001, Halpern occupe les fonctions de président puis de vice-président de l'IUF, contribuant ainsi à populariser le monocycle sportif dans le monde entier. Il a contribué à organiser les dix premiers UNICON, qui ont eu lieu entre 1984 et 2000. Il s'agit de la plus grande convention internationale de monocycle et du championnat du monde de monocycle. En 1993, Halpern a introduit le monocycle sportif en Chine en organisant le premier marathon à monocycle de la Grande Muraille de Chine.

## Publications
- Halpern, Jack (1978). 不思議な日本語、不思議な日本人 Fushigi na Nihongo, Fushigi na Nihonjin ‘The Inscrutable Japanese and Their Inscrutable Language’. Tokyo: Seiya Shoten.
- Halpern, Jack (1982). "Linguistic Analysis of the Function of Kanji in Modern Japanese". 27th International Conference of Orientalists in Tokyo.
- Halpern, Jack (1985). "Kenkyusha's New Japanese-English Character Dictionary". Calico Journal.
- Halpern, Jack (1987). 漢字の再発見 Kanji no Saihakken ‘Rediscovering Chinese Characters’. Tokyo: Shodensha.
- Halpern, Jack (1990). 新漢英辞典 New Japanese-English Character Dictionary (Sixth Printing). Tokyo: Kenkyusha.
- Halpern, Jack (1990). "New Japanese-English Character Dictionary: A Semantic Approach to Kanji Lexicography". Euralex '90 Proceedings. Benalmádena (Málaga): Bibliograf: 157–166.
- Halpern, Jack; Nomura, Masaaki; Fukuda, Atsushi (1994). "Building a Comprehensive Chinese Character Database". Euralex '94 Proceedings. International Congress on Lexicography in Amsterdam.
- Halpern, Jack (1998). "Building a Comprehensive Database for the Compilation of Integrated Kanji Dictionaries and Tools". 43rd International Conference of Orientalists in Tokyo.
- Halpern, Jack; Kerman, Jouni (1999). "The Pitfalls and Complexities of Chinese to Chinese Conversion". Fourteenth International unicode Conference in Cambridge, Massachusetts.
- Halpern, Jack (1998). "Building a Comprehensive Database for the Compilation of Integrated Kanji Dictionaries and Tools". 43rd International Conference of Orientalists in Tokyo.
- Halpern, Jack (2000). "The Challenges of Intelligent Japanese Searching". Tokyo.
- Halpern, Jack (December 2002). The Kodansha Kanji Learner's Dictionary. Tokyo: Kodansha International.
- Halpern, Jack (2002). "Lexicon-based Orthographic Disambiguation in CJK Intelligent Information Retrieval". COLING 2022.
- Halpern, Jack (2006). "The Contribution of Lexical Resources to Natural Language Processing of CJK Languages". Lecture Notes in Computer Science. 4274: 768–780.
- Halpern, Jack (2007). "The Challenges and Pitfalls of Arabic Romanization and Arabization". The Second Workshop on Computational Approaches to Arabic Script-based Languages.
- Halpern, Jack (2009). "Lexicon-Driven Approach to the Recognition of Arabic Named Entities". 2nd International Conference on Arabic Language Resources and Tools.
- Halpern, Jack (2011). "Pedagogical Lexicography Applied to Chinese and Japanese Learner's Dictionaries". ASIALEX 2011.